# Cry Cry Cry
Cry Cry Cry – jedna z dwóch pierwszych piosenek nagranych przez Johnny’ego Casha w maju 1955 w Memphis dla wytwórni Sun Records; jej producentem i reżyserem nagrania był Sam Phillips.
Utwór odniósł znacznie większy sukces niż wydany w tym samym czasie „Hey Porter” i doszedł do 6. miejsca na listach przebojów. Wraz z Hey Porter znalazł się na pierwszym singlu wydanym w 1955 roku.
W biograficznym filmie o Cashu „Spacer po linie” można usłyszeć wzmiankę o tej piosence, ale jej samej nie słychać – została jednak umieszczona na płycie ze ścieżką dźwiękową filmu śpiewana przez Joaquina Phoeniksa.